# Thalassoalaimus spissus
Thalassoalaimus spissus is een rondwormensoort uit de familie van de Oxystominidae.